# Razgrad (obchtina)
Razgrad (bulgare : Разград) est une obchtina de l'oblast de Razgrad en Bulgarie.